# Nulti kilometar
U puno država, nulti kilometar predstavlja jedinstvenu geografsku točku (vrlo često glavni grad), od koje se mjeri udaljenost.
Najpoznatija takva točka je Milliarium Aureum koja se nalazila u Rimskom forumu i predstavljala je figuru od mesinga, koju je podigao cezar August nedaleko Saturnovog hrama. Izraz "Svi putevi u Rim vode" odnosila se upravo na ovu točku i sve udaljenosti su se mjerile od nje. Danas je od tog spomenika ostalo samo postolje.

## Argentina
Argentina ima svoj nulti kilometar u obliku monolita na Trgu kongresa u Buenos Airesu.
Monolit je postavljen 2. listopada 1935., rad braće Máxima i Joséa Fioravantia, u sjevernoj zoni trga Lorea, ali kasnije je premješten na sadašnju lokaciju 18. svibnja 1944.

## Čile
Nulti kilometar Čilea nalazi se na Plazi de Armas u Santiago de Chileu, i smatra se povijesnim simbolom grada i države. Bakarna ploča označava nultu točku. 

## Španjolska
Španjolski nulti kilometar je na trgu Puerta del Sol u Madridu.

## Kina
Kineski željeznički nulti kilometar nalazi se na željezničkoj stanici Fengtai u Pekingu, do kojeg vodi linija Jingguang. Ne postoji nikakva figura, već samo ploča od cementa na kojoj stoji 0 km.

## Filipini
Filipinski nulti kilometar je smješten u zapadnom dijelu parka Rizal i od njega se računaju udaljenosti otoka Luzona ali i drugih dijelova Filipina.

## Francuska
Francuski nulti kilometar nalazi se na trgu pred ulazom u 
Katedralu Notre-Dame u Parizu. Smatra se službenim centrom Pariza.

## Mađarska
Mađarski nulti kilometar nalazi se na trgu Adama Clarka u Budimpešti, nedaleko mosta Széchenyi (Szechenyi lánchíd) na rijeci Dunav. 

## Indija
Trg posvećen Mahatma Gandhiju, Ocu nacije, u dijelu New Delhija, poznatom kao Raj Ghat, početna je točka od koje se mjere udaljenosti u Indiji. Na trgu se nalazi memorijal u kojem je sahranjen Gandhi a pred ulazom je ploča s oznakom "0 km".

## Italija
Talijanski nulti kilometar nalazi se na Kapitolu okrenut prema Bazilici Sv. Petra. 

## Meksiko
Nulti kilometar Meksika nalazi se u glavnom gradu Ciudad de Méxicu, nedaleko katedrale.

## Panama
Nulti kilometar Paname se nalazi nedaleko mosta Martín Sosa na aveniji Simóna Bolívara u glavnom gradu Panami.

## Ujedinjeno Kraljevstvo
Izraz nulti kilometar nije u uporabi u Ujedinjenom Kraljevstvu. Ipak udaljenosti se računaju u miljama od londonskog dijela Charing Crossa, i željezničkog stajališta Charing Cross Railway Station.

## Rumunjska
Nulti kilometar Rumunjske predstavljen je spomenikom koji se nalazi ispred crkve Svetog Jurja u centru Bukurešta.

## Rusija
U najvećoj državi svijeta, ploča koja označava nulti kilometar, nalazi se u Moskvi, nasuprot Iberijske kapele, u prolazu povezanim s Crevim trgom, nedaleko Dume.

## Švicarska
Švicarski nulti kilometar nalazi se u Oltenu. Tu je postavljen u 19. stoljeću kako bi se označila točka od koje su željeznice mjerile udaljenost.

## Urugvaj
Urugvajski nulti kilometar predstavlja kip mira na trgu Caganchau u glavnom gradu Montevideu.